# Barnesdale
Barnesdale az Amerikai Egyesült Államok északnyugati részén, Oregon állam Tillamook megyéjében elhelyezkedő statisztikai település. A 2020. évi népszámlálási adatok alapján 193 lakosa van.